# GNOME Cartes
GNOME Cartes ou Maps, du projet GNOME, est un logiciel libre de cartographie qui utilise la base de données d’OpenStreetMap. D'après son site, il ne vise pas à concurrencer Google Maps ou d'autres services de cartographie.

## Fonctionnalités
- Recherche de lieux
- Recherche d’itinéraires
- Affichage images satellite
- Géolocalisation
- Édition d’OpenStreetMap
- Lecture d’itinéraires au format GPX
- Adapté au format mobile de Linux sur mobile.

## Historique
Le 11 juillet 2016, MapQuest, le service gratuit qui fournissait les tuiles s’est arrêté. Toutes les versions distribuées (de 3.12 à 3.20) sont donc devenues inutilisables. À partir de la version 3.20.4, GNOME Cartes utilise le fournisseur de tuiles Mapbox.